# Принц Португальский
Принц Португальский (порт. Príncipe de Portugal), официально Наследный принц Португалии (порт. Príncipe Herdeiro de Portugal) — титул наследника португальского королевского престола в 1433—1645 годах.
Титул принца Португальского отличается от титула инфанта Португальского, который получали все дети монарха, кроме наследного принца.

## История
Благодаря английской традиции, введенной в Португалии Филиппой Ланкастерской, её второй сын, Дуарте I, правивший в 1433—1438 годах, решил создать княжеский титул для своего наследника, чтобы отличать его от других братьев и сестер, которые носили титулы инфантов Португальских. До этого времени наследник престола также носил титул инфанта.
В 1433 году новый король Португалии Дуарте I создал для своего старшего сына, будущего короля Афонсу V (1432—1481), титул принца Португальского.
В 1645 году титул принца Португальского был заменен на титул принца Бразильского.

## Список принцев Португальских
| Имя              | Годы жизни                        | Годы титулатуры                                                                              | Примечания                                       | Родители                                            | Портрет | Наследник  |
| ---------------- | --------------------------------- | -------------------------------------------------------------------------------------------- | ------------------------------------------------ | --------------------------------------------------- | ------- | ---------- |
| Aфонсу           | 15 января 1432 — 28 августа 1481  | 1433 — 13 сентября 1438                                                                      | Позднее: Король Португалии и Алгарве Афонсу V    | Дуарте I Элеонора Арагонская                        |         | Дуарте I   |
| Фернанду         | 17 ноября 1433 — 18 сентября 1470 | (1-й период) 13 сентября 1438 — 29 января 1451 (2-й период) 1451 — 6 февраля 1452            | Также: герцог Бежа и герцог Визеу                | Дуарте I Элеонора Арагонская                        |         | Афонсу V   |
| Жуан             | 29 января 1451—1451               | 29 января 1451—1451                                                                          | Преждевременная смерть                           | Афонсу V Изабелла Коимбрская                        |         | Афонсу V   |
| Жуана            | 6 февраля 1452 — 12 мая 1490      | 29 января 1451 — 3 марта 1455                                                                | Также: Католическая святая                       | Афонсу V Изабелла Коимбрская                        |         | Афонсу V   |
| Жуан             | 3 марта 1455 — 25 октября 1495    | (1-й период) 3 марта 1455 — 11 ноября 1477 (2-й период) 15 ноября 1477 — 28 августа 1481     | Позднее: Король Португалии и Алгарве Жуан II     | Афонсу V Изабелла Коимбрская                        |         | Афонсу V   |
| Афонсу           | 18 мая 1475 — 13 июля 1491        | (1-й период) 11 ноября 1477 — 15 ноября 1477 (2-й период) 28 августа 1481 — 13 июля 1491     | Преждевременная смерть                           | Жуан II Леонора Ависская                            |         | Жуан II    |
| Мануэл           | 31 мая 1469 — 13 декабря 1521     | 13 июля 1491 — 25 октября 1495                                                               | Позднее: Король Португалии и Алгарве Мануэл I    | Инфант Фернанду, герцог Визеу Беатрис Португальская |         | Жуан II    |
| Мигел да Паш     | 23 августа 1498 − 19 июля 1500    | 23 августа 1498 — 19 июля 1500                                                               | Преждевременная смерть                           | Мануэл I Изабелла Арагонская                        |         | Мануэл I   |
| Жуан             | 7 июня 1502 — 11 июня 1557        | 7 июня 1502 — 13 декабря 1521                                                                | Позднее: Король Португалии и Алгарве Жуан III    | Мануэл I Мария Арагонская                           |         | Мануэл I   |
| Луиш             | 3 марта 1506 — 27 ноября 1555     | (1-й период) 13 декабря 1521 — 24 февраля 1526 (2-й период) 12 апреля 1526 — 15 октября 1527 | Также: герцог Бежа                               | Мануэл I Мария Арагонская                           |         | Жуан III   |
| Афонсу           | 24 февраля 1526 — 12 апреля 1526  | 24 февраля 1526 — 12 апреля 1526                                                             | Преждевременная смерть                           | Жуан III Екатерина Австрийская                      |         | Жуан III   |
| Мария Мануэла    | 15 октября 1527 — 12 август 1545  | 15 октября 1527 — 11 ноября 1531                                                             | Также: Мария Мануэла, принцесса Астурийская      | Жуан III Екатерина Австрийская                      |         | Жуан III   |
| Мануэл           | 11 ноября 1531 — 14 апреля 1537   | 11 ноября 1531 — 14 апреля 1537                                                              | Преждевременная смерть                           | Жуан III Екатерина Австрийская                      |         | Жуан III   |
| Филипе           | 25 марта 1533 — 29 апреля 1539    | 14 апреля 1537 — 29 апреля 1539                                                              | Преждевременная смерть                           | Жуан III Екатерина Австрийская                      |         | Жуан III   |
| Жуан Мануэл      | 3 июня 1537 — 2 января 1554       | 29 апреля 1539 — 2 января 1554                                                               | Преждевременная смерть                           | Жуан III Екатерина Австрийская                      |         | Жуан III   |
| Себастьян I      | 20 января 1554 — 4 августа 1578   | 20 января 1554 — 11 июня 1557                                                                | Позднее: Король Португалии и Алгарве Себастьян I | Жуан Мануэл Екатерина Австрийская                   |         | Жуан III   |
| Диего            | 15 августа 1575 — 21 ноября 1582  | 25 марта 1581 — 21 ноября 1582                                                               | Преждевременная смерть                           | Филипп I Анна Австрийская                           |         | Филипе I   |
| Филипе           | 14 апреля 1578 — 31 марта 1621    | 21 ноября 1582 — 13 сентября 1598                                                            | Позднее: Король Португалии и Алгарве Филипе II   | Филипе I Анна Австрийская                           |         | Филипе I   |
| Анна             | 22 сентября 1601 — 20 января 1666 | 22 сентября 1601 — 8 апреля 1605                                                             | Также: Анна, королева-консорт Франции и Наварры  | Филипе II Маргарита Австрийская                     |         | Филипе II  |
| Филипе           | 8 апреля 1605 — 17 сентября 1665  | 8 апреля 1605 — 31 марта 1621                                                                | Позднее: Король Португалии и Алгарве Филипе III  | Филипе II Маргарита Австрийская                     |         | Филипе II  |
| Бальтазар Карлос | 17 октября 1629 — 9 октября 1646  | 8 апреля 1605 — 1 декабря 1640                                                               | Династия лишена власти                           | Филипе III Изабелла Французская                     |         | Филипе III |
| Теодозио         | 17 октября 1629 — 9 октября 1646  | 8 апреля 1605 — 27 октября 1645                                                              | Титул изменен                                    | Жуан IV Луиза де Гусман                             |         | Жуан IV    |